# Lieke Huijsmans
Lieke Huijsmans (Oude-Tonge, 15 september 2003) is een voormalige voetbalspeelster uit Nederland.
Ze speelde als verdediger voor Excelsior in de Vrouwen Eredivisie.

## Clubcarrière
Huijsmans maakte op 4 december 2020 maakte ze haar eredivisiedebuut voor Excelsior. In de jeugd kwam ze uit voor DBGC uit haar geboorteplaats en vervolgens voor Rijnsburgse Boys, Spartaan '20 en het beloftenteam van Feyenoord. In 2023 verlengde ze haar contract bij de Kralingse club voor de laatste keer. In het seizoen 2022/23 kampte ze met een kruisbandblessure waarna ze in juni 2023 afscheid nam van het profvoetbal om zich te kunnen focussen op nieuwe uitdagingen.

## Statistieken
| Seizoen | Club      | Land      | Competitie         | Wedstrijden | Doelpunten |
| ------- | --------- | --------- | ------------------ | ----------- | ---------- |
| 2020/21 | Excelsior | Nederland | Vrouwen Eredivisie | 4           | –          |
| 2021/22 | Excelsior | Nederland | Vrouwen Eredivisie | 4           | –          |
| 2022/23 | Excelsior | Nederland | Vrouwen Eredivisie | 0           | –          |
| Totaal  | Totaal    | Totaal    | Totaal             | 8           | --         |

Laatste update: 4 december 2024